# Jardin botanique de Bingerville
Le jardin botanique de Bingerville est un espace aménagé dans la commune de Bingerville en Côte d'Ivoire, pour la conservation de plantes de diverses natures. Il a été créé en 1904 sur décision du gouverneur Angoulvant.
Il est constitué de différents espaces végétaux (palmeraies, espace fromager, espace Henri Konan Bédié, espace Ambassadeur, pépinières, etc.), d'une aire de pique-nique et d'un terrain de football. Certains arbres portent le nom de personnalités politiques (ambassadeurs, anciens ministres, etc.).
On peut facilement observer les végétaux et insectes communs de Côte d'Ivoire, et plus rarement quelques reptiles (lézard, serpent) ou mammifères (écureuil).
Le jardin est classé comme monument historique par décret du 27 mars 1991.

## Histoire
Le Jardin botanique de Bingerville (18 km à l’Est d’Abidjan) existe depuis l’époque coloniale, plus précisément depuis 1904, au temps où Bingerville était la capitale politique de la colonie de Côte d’Ivoire. C’était le jardin privé du Gouverneur français de l’époque, Gabriel Angoulvant, qui voulut créer un jardin derrière sa résidence devenue aujourd’hui un orphelinat. Le Gouverneur décida d’enrichir le jardin avec des espèces végétales cueillies au cours de ses déplacements à l’intérieur de la colonie et dans la sous-région ouest-africaine.
En 1912, il devient un jardin d’introduction et d’essais de plantes rapportées des autres contrées tropicales et subtropicales. Il est alors dirigé par le botaniste Jolly. Pendant la Seconde Guerre mondiale, les activités sont ralenties. Les essais sur les plantes ornementales sont arrêtés, mais ils sont poursuivis sur les plantes de rentabilité économique, à savoir le café, le cacao et la banane.